# Подводные часы

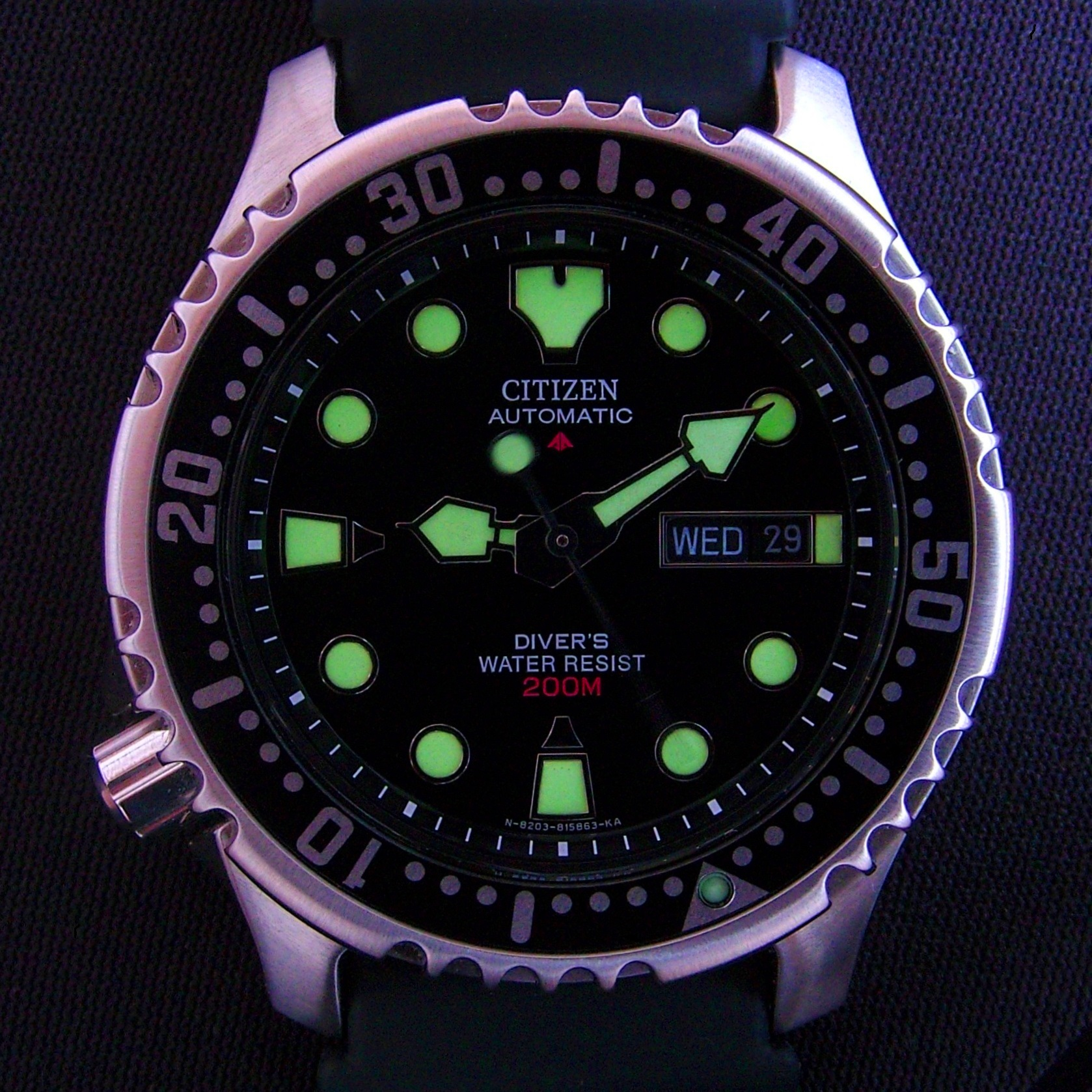
Классические механические часы для подводного плаванья (дайвинга).

Подводные (дайверские, водолазные) часы — часы, конструктивно предусмотренные для использования под водой. 
Основными требованиями к ним являются водонепроницаемость, устойчивость к высокому давлению и воздействию морской воды, лёгкая считываемость показаний даже при плохой видимости, а также возможность выставлять отрезки времени, ограничивающие пребывание под водой.

## Конструктивные требования и особенности
Для достижения водонепроницаемости под высоким давлением на глубине корпус и стекло выполняют особенно прочными, заводную головку и дно часов, как правило, завинчивающимися, а в нужных местах устанавливают герметичные прокладки.
Даже при солнечной погоде и прозрачной воде освещённость на глубине около 30 метров едва достаточна для чтения. Поэтому разметку циферблата и стрелки делают чёткими, крупными и контрастными. На них наносят фосфоресцирующее или радиолюминесцирующее покрытие, используется также подсветка циферблата от встроенного источника тока.
Обычно часы для подводников имеют безель с минутной шкалой для установки допустимого времени пребывания под водой. В целях безопасности он должен вращаться только против часовой стрелки — случайный поворот безеля может приблизить, но не отдалить выставленный момент всплытия.
Ремешок подводных часов должен не только выдерживать воздействие морской воды, многократное намокание и высыхание, но и надёжно фиксировать часы на различных гидрокостюмах и без них, то есть иметь легко регулируемый охват запястья. Поэтому глидерные, цепные и прочие браслеты с фиксированным охватом менее универсальны и практичны на часах данного типа, чем резиновые, силиконовые или каучуковые ремешки с резервом длины и простой пряжкой. Поскольку толщина неопренового костюма с глубиной уменьшается, ремешок часто делают в виде растягивающейся «гармошки», которая врезается в неопрен и не даёт часам скользить на запястье. Нередко на ремешок или на корпус часов нанесена декомпрессионная таблица.

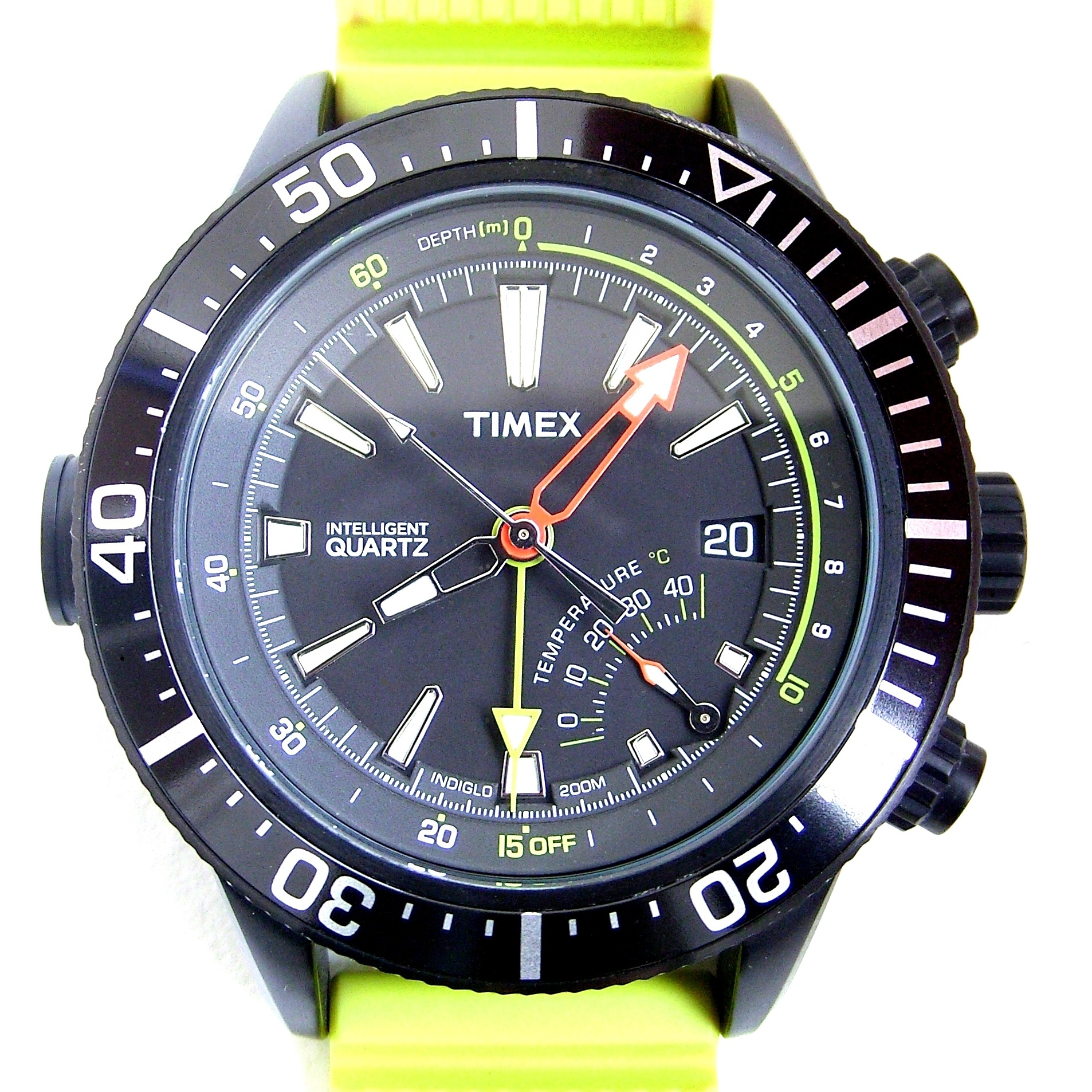
Подводные часы с указанием глубины и температуры

Некоторые подводные часы имеют так называемый гелиевый, или декомпрессионный, клапан. На глубинах свыше 60 метров, где обычный сжатый воздух токсичен для человека, подводники дышат смесями, обогащёнными гелием. Долго находясь в такой газовой смеси под соответствующим давлением (например, в водолазном колоколе или внутри водолазного скафандра), часы наполняются гелием, атомы которого столь малы, что проникают даже сквозь водонепроницаемые прокладки. Если такие часы быстро поднять на поверхность, накопившийся в корпусе гелий может выдавить или расколоть стекло. Гелиевый клапан срабатывает при избыточном давлении внутри часов, позволяя газу выйти наружу.
При резких колебаниях температуры, обычных при погружениях, внутри часов может конденсироваться вода. Это, во-первых, повышает износ особенно механических часов, поскольку быстрее портится смазка, а также может возникать коррозия, и, во-вторых, запотевшее изнутри стекло становится почти непрозрачным. Для борьбы с конденсатом могут использоваться различные методы: установка в корпус часов капсулы поглотителя влаги, заполнение корпуса защитным газом, препятствующим конденсации, а также заполнение корпуса маслом. Последний способ позволяет эффективно решить проблему не только конденсации, но и водонепроницаемости: масло несжимаемо, поэтому такие часы не имеют никаких ограничений по глубине погружения, причём для этого их корпус и стекло не надо дополнительно утолщать. Кроме того, показания часов видны под бо́льшими углами, поскольку свет проходит через масло, стекло и воду почти без преломления, в то время как граница стекло-воздух выглядит под водой как зеркало, если смотреть под значительным углом. Заполнение корпуса маслом непригодно для механических часов, так как маятник не может колебаться в вязком масле с нужной частотой.
Основная функция подводных часов — указание времени. Многофункциональные электронные приборы, для которых оно является лишь одним из режимов работы, автоматически рассчитывающие декомпрессионные паузы в зависимости от ряда условий, относятся не к часам, а к декомпрессионным компьютерам. Они повсеместно используются не только в профессиональном, но и в рекреационном дайвинге, оттесняя классические подводные часы в резерв на случай отказа компьютера или в разряд модных спортивных аксессуаров, пригодных для использования даже в экстремальных условиях.

## Примеры
Ниже представлены марки некоторых специальных часов для водолазов (пловцов):
- «Агат»[1][2];
- «Амфибия»;
- и другие.